# Ferencvárosi TC (női kézilabda)
Az FTC-Rail Cargo Hungaria egy magyar női kézilabdacsapat, többszörös magyar bajnok, kupagyőztes, KEK-győztes, mely nemzetközi szinten is az élvonalba tartozik.

## Története

### Kezdetek
A Ferencvárosi TC női kézilabda szakosztályát 1950-ben alapították, és politikai utasításra akkor még az ÉDOSZ nevet viselte a klub többi szakosztályához hasonlóan, melyet később újabb rendelettel Budapesti Kinizsire változtattak. Kezdetben kis- és nagypályán egyaránt zajlottak a mérkőzések, ám a Fradi az ötvenes években elsősorban a nagypályás játékra összpontosított, melyben jó bajnoki helyezéseket ért el (második: 1957; harmadik: 1955, 1958). Az elsőség megszerzése ugyan nem sikerült, de a Magyar Népköztársasági Kupa (MNK) 1955-ös győztese a Ferencváros lett. Az akkori keretből Bende Mária és Dévényi Mária válogatott lett.

### Az első nagy generáció
Az 1960-as évek elején megszűnő nagypályás játék után a kispályára összpontosított a nevét 1956 őszén visszakapó Ferencváros is. A folyamatos fejlődés (1960-ban 9., 1961-ben 7., 1962-ben 4. és 1963-ban 2. helyen végeztek) után már a bajnoki cím is elérhető célnak számított. Ennek ellenére kisebb visszaesés következett: 1964-ben 6., míg 1965-ben 5. lett a csapat. 1966-ban aztán sikerült megnyerni az első bajnoki aranyat. A csapat tagja volt Czitkovics Éva, Giba Márta, Huszár Erzsébet, Jányáné Bognár Erzsébet, Nagy Ida, Nagy Teréz, Pencz Júlia, Rothermel Anna, Ruff Ilona, Stern Judit, Szegedi Ida, Szilágyi Gizella, Zubor Gáborné és Zsidai Zsuzsa, edzőjük pedig Elek Gyula volt.
Edzősége első évében Elek Gyula bajnokságot nyert, amit további bajnoki címek és dobogós helyezések követtek. 1966-tól 1980-ig minden bajnoki évben a dobogón végzett a csapat. Négyszer bajnok (1966, 1968, 1969, 1971), hétszer második (1967, 1970, 1972, 1973, 1976, 1977, 1978) és négyszer harmadik (1974, 1975, 1979, 1980) lett. Ebben az időszakban négy alkalommal lett kupagyőztes a csapat (1967, 1970, 1972, 1977).
A csapat kiemelkedő alakja a kapus Elekné Rothermel Anna volt, aki hazai és nemzetközi szinten egyaránt korának legjobb kapusának számított. Neki is köszönhető, hogy a Ferencváros kapta a legkevesebb gólt a bajnokságokban, még akkor is, amikor nem végzett az első helyen.
A korszak nagyjai között megemlíthető Takácsné Giba Márta, Szőkéné Bognár Erzsébet és Csiha Magdolna is, akik gólerős játékosként vállaltak szerepet a sikerekben. A Fradiban kezdte felnőtt pályafutását a kétszázötvenszeres válogatott, a 20. század egyik legjobb magyar kézilabdázónője Sterbinszky Amália is.

### Az 1980-as évek
Az első bajnoki arannyal kezdődő sikeres sorozatot az 1980-as években egy visszaesés követte. A csapat a középmezőnyben vagy még lejjebb végzett. Kivételt csak az 1987-es bajnokság képez, amikor a Fradi harmadik helyen végzett. Ebben az évtizedben a Magyar Népköztársasági Kupa küzdelmei egy ezüstöt hoztak a csapat számára (1985).

### Az 1990-es évek sikerei
A második sikerkorszak alapjait Németh András rakta le. Vezetésével az 1992/93-as idényben jött az első eredmény, egy ezüstérem. Ezt egy évvel később már az arany követte, így 23 év után, 1993-94-ben sikerült újra bajnoki címet nyernie a Ferencvárosnak. Az akkori bajnokcsapatot Bregócs Mária, Farkas Andrea, Farkas Ágnes, Fiedler Adrienne, Fiedler Erika, Kertész Klára, Kókai Erzsébet, Kökény Beatrix, Krammer Mária, Kulcsár Gyöngyi, Lőwy Dóra, Menyhárt Rita, Olasz Mária, Őze Beáta, Pádár Ildikó, Pádár Margit, Szarka Éva, Takács Gabriella, Tóth Beatrix és Vavrik Hajnalka alkotta.
Az ezt követő három bajnokságot is a Fradi lányai nyerték. Az 1994/1995-ös bajnoki évadot 100%-os teljesítménnyel fejezték be: 30 mérkőzés, 30 győzelem. Ez a sikeres korszak 16 éven át tartott, hét alkalommal első, négy alkalommal második és öt alkalommal harmadik helyen végeztek. A kupasikerek sem maradtak el: 1993-ban sikerült újra kupát nyerni, majd 1994-ben, 1995-ben, 1996-ban, 1997-ben, 2001-ben és 2003-ban is aranyat szereztek. Emellett két második helyezést is elértek (1998, 1999).
Ennek a második aranykorszaknak a mestere Németh András volt, akinek kezei közül olyan legendás játékosok kerültek ki, mint Farkas Andrea és Sugár Tímea kapusok, vagy a mezőnyjátékosok közül Kökény Beatrix, Farkas Ágnes, Pádár Ildikó, Siti Eszter, Kirsner Erika, Szarka Éva, Tóth Beatrix, Tóth Tímea és Takács Gabriella.
2007 és 2008 között Zsiga Gyula irányította a csapatot. Vezényletével egy bronzéremig jutott a csapat (2007/2008).

### Új korszak
2008-tól a korábbi sikeredző, Elek Gyula fia, Elek Gábor vette át a csapat irányítását. A megfiatalított csapat első sikere a 2008/2009-es évad ezüstérme, illetve a 2010-es kupa-ezüstje lett. Ezt újabb dobogós helyezés követte a bajnokságban, ugyanis 2010/2011-es szezonban 3. lett a Ferencváros. A 2014/2015-ös idényben a csapat aztán Magyar Kupa-döntős lett, illetve az Győri Audi ETO KC együttesét a rájátszásban kétszer legyőzve magyar bajnoki címet szerzett Elek Gábor vezetésével.
A 2016/2017-es szezon kezdete előtt csatlakozott a csapathoz a Győri ETO-t elhagyó Kovacsics Anikó, a válogatott kapus Bíró Blanka és a világbajnoki ezüstérmes holland Danick Snelder. A Magyar Kupa kecskeméti döntőjében 2017. április 2-án nagy küzdelemben, hétméteres párbajt követően legyőzték a Győri ETO-t és tizennégy év után újra kupagyőzelmet ünnepelhettek.
A 2018/2019-es idény keretének számos válogatott játékos is tagja volt: a magyar női kézilabda-válogatottat erősítette ebben az időben Bíró Blanka, Faluvégi Dorottya, Háfra Noémi, Horváth Dóra, Klivinyi Kinga, Klujber Katrin, Kovacsics Anikó, Lukács Viktória, Mészáros Rea és Schatzl Nadine,  holland válogatott Danick Snelder, a spanyol nemzeti csapat meghatározó tagja volt Nerea Pena, illetve montenegrói válogatott Bobana Klikovac és Djurdjina Malovics.
A szezonban a Ferencváros a Magyar Kupában és a bajnokságban is második helyen végzett, a Bajnokok Ligájában a negyeddöntőben esett ki az orosz Rosztov-Don ellenében.
A 2020-2021-es szezont megelőzően távozott a klubtól a Győrbe igazoló Faluvégi, és Pena sem volt már a csapat tagja, érkezett viszont négy, a későbbiekben meghatározó teljesítménnyel előálló légiós, Emily Bölk, Alicia Stolle, Julia Behnke és Angela Malestein. A Bajnokok Ligájában a nyolcaddöntőben a montenegrói Buducnost Podgorica jelentette a csapatnak a végállomást, és a Magyar Kupában sem sikerült döntőbe jutni, azonban a bajnokságban hat év után újból aranyérmet ünnepelhetett a Ferencváros, története során 13. alkalommal.
Az ezt követő két szezonban egyaránt Magyar Kupa-győzelmet ünnepelhetett az Elek Gábor irányította csapat. A 2022-2023-as szezont megelőzően huszonkilenc évvel korábban fordult elő, hogy a zöld-fehér csapat egymást követő két évben is megnyerte a hazai kupasorozatot.
2023. május 7-én története során először jutott be a csapat a Bajnokok Ligája négyesdöntőjébe, miután idegenben győzte le a francia Metz Handball csapatát 33–26-ra, összesítésben pedig egy góllal, 59–58-ra. A találkozót követően került hivatalosan is bejelentésre, hogy tizenöt szezont követően az idény végén Elek Gábor távozik a csapat éléről. A Bajnokok Ligája négyes döntőben előbb nagy csatában egy góllal legyőzték a dán Team Esbjerg csapatát, a döntőben azonban a többek között Anna Vjahirjevával, Katrine Ludéval és Markéta Jeřábkovával felálló, kétszeres címvédő norvég Vipers Kristiansanddal szemben alulmaradt a zöld-fehér csapat (28–24).
A 2023-2024-es szezonban az FTC története során másodszor, 1997 óta először duplázni tudott, azaz a Magyar Kupát és a bajnoki címet is megnyerte az Elek Gábort váltó dán Allan Heine vezetésével. A következő szezont megelőzően több európai klasszissal - Darja Dmitrijeva, Valerija Maszlova, Laura Glauser - erősített a csapat, amely 2025 márciusában sorozatban negyedszer is Magyar Kupa-győztes lett. A zöld-fehérek 16. kupaelsőségükkel átvették a vezetést a vonatkozó örökranglistán a Győrtől.

### Nemzetközi sikerek
- Nemzetközi szinten az első nagy eredményét az 1970/71-es szezonban érte el a Ferencváros, amikor bejutott a Bajnokcsapatok Európai Kupájának döntőjébe. Az akkor világelső szovjet válogatottal egyenlő Spartak Kievtől szoros küzdelemben 11-9-re kikapott, vagyis ezüstérmes lett.
- A Kupagyőztesek Európai Kupájában viszont sikert könyvelhetett el: az FTC megnyerte a sorozat 1977/1978-as kiírását. A döntőben a keletnémet SC Leipzig csapatát 18-17-re verte a Körcsarnokban. Egy évvel később, az 1978/1979-es idényben is a KEK döntőjéig menetelt a csapat, ott azonban a 20-15-ös végeredménynek egy másik keletnémet alakulat, a TSC Berlin örülhetett.
- A KEK-ezüstök számát 1994-ben növelte a csapat, amikor a Walle Bremen 45–44-es összesítéssel (23-21 itthon, 21-24 idegenben) jobbnak bizonyult.
- Az 1995/1996-os szezonban már a Bajnokok Ligájában jutott elődöntőbe a Ferencváros, és teljesítményét következő évadban is megismételte.
- 2001-ben újra BL-elődöntőt játszott a csapat.
- 2002-ben a macedón Kometal Skopje ellen majdnem sikerült a bravúr: a hazai győzelem (27-25) után a szkopjei mérkőzés eredménye 22-26 lett, így a Ferencváros 51-49-es összesítéssel ezüstérmes lett.
- 2004-2005-ben, az EHF Kupában a legjobb négy közé jutott a csapat.
- Egy év múlva felülmúlta teljesítményét és megnyerte a EHF Kupa 2005/2006-os kiírását. A Fradi ellenfele a horvát Kaproncai Podravka volt, melyet 70-68-as (37-36, illetve 33-32) összesítéssel győzött le.
- A 2006/2007-es szezonban a csapat újra a KEK-ben indult és az elődöntőig jutott.
- A Kupagyőztesek Európa Kupájának 2010/2011-es kiírásában a Ferencváros ismét első helyen végzett, igencsak erős ellenfeleket (Viborg HK, Metz Handball) is maga mögé utasítva. A döntőben a spanyol C.B. Mar Alicante együttesét 57:52-es (34-29 itthon, 23-23 idegenben) összesítéssel győzték le Elek Gábor tanítványai.[19]
- A 2011/2012-es kiírásban címvédőként ismét legyőzhetetlennek bizonyultak a lányok, a Kupagyőztesek Európa Kupájának 2012-es döntőjében a dán sztárcsapatot, a Viborgot oda-vissza verve a Ferencváros ismét első helyen végzett. Ezzel Elek Gábor nemcsak megismételte édesapja bravúrját, és két egymást követő évben KEK döntőbe vezette csapatát, hanem mindkettő döntőt megnyerve felül is múlta azt.
- Az FTC-Rail Cargo Hungaria 2016-ban, 2017-ben, 2018-ban, 2019-ben és 2024-ben is a Bajnokok Ligája legjobb nyolc csapata közé került, majd a 2022–2023-as szezonban története során először bejutott a sorozat négyes döntőjébe,a FINAL4-ba, ahol ezüstérmet szerzett.

### Névváltozatok
- ÉDOSZ SE (1950–1951)
- Budapesti Kinizsi (1951–1956)
- FTC (1956–1990)
- Herz-FTC (1990–1993)
- Spectrum-FTC (1993–1994)
- FTC-Spectrum (1994–1995)
- FTC-Polgári Bank (1995–1996)
- Herz-FTC (1996–2003)
- FTC (2003–2006)
- Budapest Bank-FTC (2006–2008)
- Budapest Bank-FTC-RightPhone (2008–2009)
- FTC (2009)
- FTC-Jógazdabank (2010-ben, a bank csődje miatt csak egy rövid ideig.)[20][21]
- FTC-Rail Cargo Hungaria (2010–)

## Sikerei

### Nemzeti
- Magyar női nagypályás bajnokság:
  - Ezüstérmes (1): 1957
  - Bronzérmes (2): 1955, 1958
- Magyar női bajnokság:
  - Bajnok (14): 1966, 1968, 1969, 1971, 1994, 1995, 1996, 1997, 2000, 2002, 2007, 2015, 2021, 2024
  - Ezüstérmes (23): 1963, 1967, 1970, 1972, 1973, 1976, 1977, 1978, 1993, 1999, 2001, 2003, 2006, 2009, 2012, 2013, 2014, 2016, 2017, 2018, 2019, 2022, 2023
  - Bronzérmes (10): 1974, 1975, 1979, 1980, 1987, 1998, 2004, 2005, 2008, 2011
- Magyar Kupa:
  - Győztes (16):  1967, 1970, 1972, 1977, 1993, 1994, 1995, 1996, 1997, 2001, 2003, 2017, 2022, 2023, 2024, 2025
  - Döntős (11): 1963, 1973, 1978, 1985, 1998, 1999, 2010, 2013, 2014, 2015, 2019
  - Győztes nagypályán (1): 1955
  - Döntős nagypályán (1): 1954

### Nemzetközi
- EHF Bajnokok Ligája:
  - Döntős (3): 1971, 2002, 2023
  - Elődöntős (3): 1996, 1997, 2001
- EHF-kupagyőztesek Európa-kupája:
  - Győztes (3): 1978, 2011, 2012
  - Döntős (2): 1979, 1994
  - Elődöntős (1): 2007
- EHF Kupa:
  - Győztes (1): 2006
  - Elődöntős (1): 2005
- EHF Klubcsapatok Európa-bajnoksága:
  - Harmadik helyezett (1): 2002
  - Negyedik helyezett (1): 2006

## Visszavonultatott mezszámok
- 4 Szarka Éva
- 5 Pádár Ildikó
- 8 Szucsánszki Zita[22]
- 9 Kökény Beatrix

## A csapat

### Jelenlegi keret
A 2025-2026-os szezon játékoskerete:
| Kapusok - 01 Laura Glauser - 13 Janurik Kinga - 16 Böde-Bíró Blanka (kismama) Balszélsők - 15 Hársfalvi Júlia - 21 Márton Gréta Jobbszélsők - 26 Angela Malestein - 41 Balázs Bítia Beállók - 58 Bordás Réka - 61 Vilde Ingstad - 72 Dragana Cvijić | Balátlövők - 20 Emily Vogel - 22 Orlane Kanor - 23 Tomori Zsuzsanna Irányítók - 11 Darja Dmitrijeva (c) - 38 Simon Petra Jobbátlövők - 18 Mette Tranborg - 42 Klujber Katrin |

### Változások a 2025–2026-os szezont megelőzően
| Érkezők - Jesper Jensen (vezetőedző) (a dán női válogatottól) - Kristian Danielsen (másodedző) - Mette Tranborg (a Team Esbjerg csapatától) - Vilde Ingstad (a CSM București csapatától) | Távozók - Allan Heine (vezetőedző) (a Sportsefterskolen Aabybro csapatához) - Valerija Maszlova (a CSM București csapatához) - Andrea Lekić (visszavonul) - Béatrice Edwige (visszavonul?) - Szöllősi-Zácsik Szandra (az Esztergomi KC csapatához) - Papp Dorka |

### Egykori bajnokcsapatok névsora

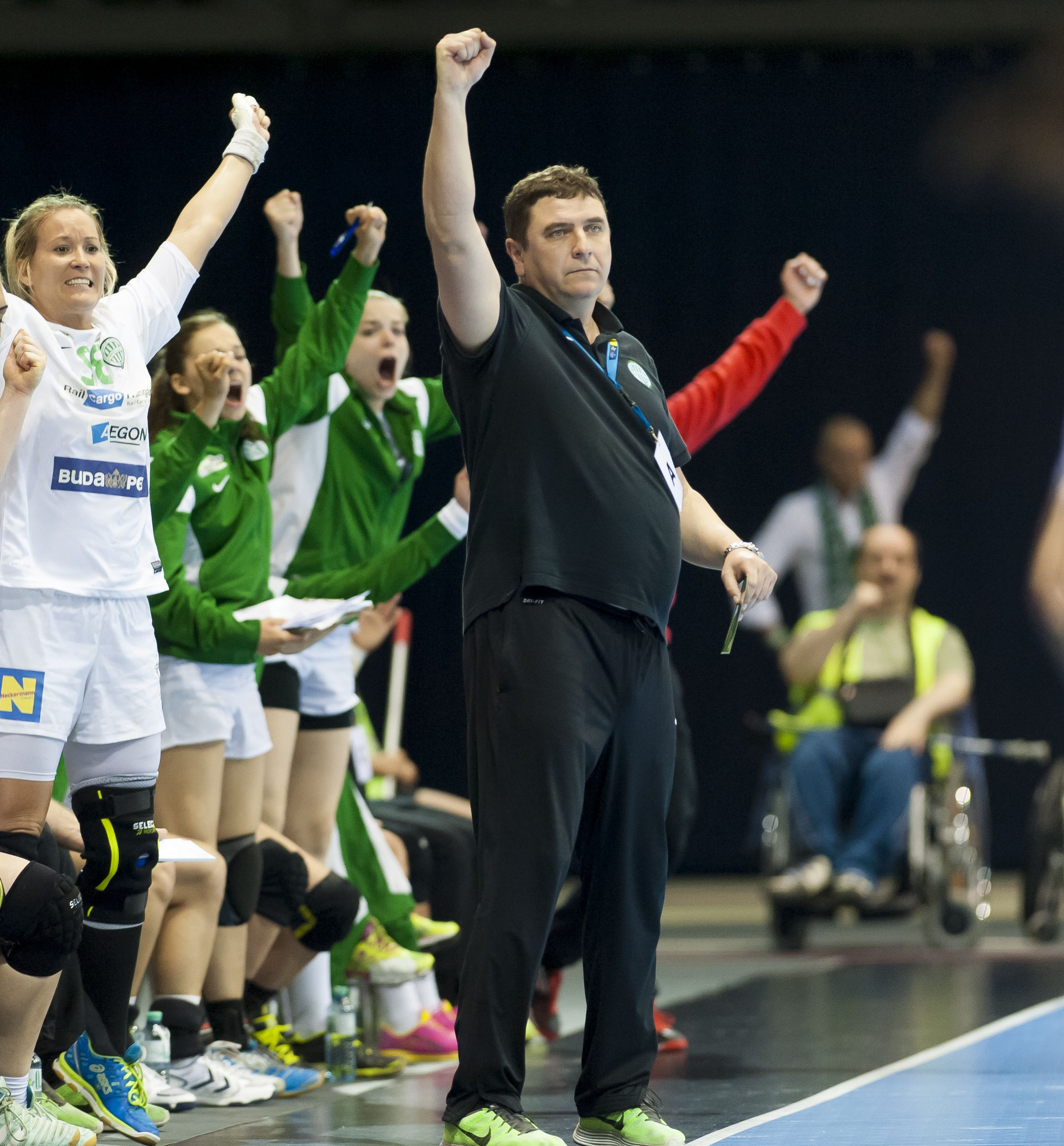
Elek Gábor a 2014-2015-ös bajnoki döntő közben (háttérben fehér mezben: Szamoránsky Piroska)

| Bajnokcsapat tagjai |
| --- |
| Czitkovics Éva, Giba Márta, Huszár Erzsébet, Jányáné Bognár Erzsébet, Nagy Ida, Nagy Teréz, Pencz Júlia, Rothermel Anna, Ruff Ilona, Stern Judit, Szegedi Ida, Szilágyi Gizella, Zubor Gáborné, Zsidai Zsuzsa |
| Edző |
| Elek Gyula |

| Bajnokcsapat tagjai |
| --- |
| Csiha Magdolna, Elekné Rothermel Anna, Hólyáné Pencz Júlia, Huszár Erzsébet, Jánya Józsefné, Kenesei Lenke, Nagy Teréz, Somogyi Éva, Szakmári Mária, Szilágyi Gizella, Takácsné Giba Márta, Zubor Gáborné, Zsidai Zsuzsa |
| Edző |
| Elek Gyula |

| Bajnokcsapat tagjai |
| --- |
| Balogh Lenke, Csiha Magdolna, Dán Erzsébet, Elek Gyuláné, Hólya Istvánné, Huszár Erzsébet, Jánya Józsefné, Kenesei Lenke, Nagy Teréz, Somogyi Éva, Szakmári Mária, Takács Péterné, Török Erzsébet, Zubor Gáborné, Zsidai Zsuzsa |
| Edző |
| Elek Gyula |

| Bajnokcsapat tagjai |
| --- |
| Agócs Valéria, Bajcsevné Huszár Erzsébet, Berzsenyi Mária, Chmelár Veronika, Csiha Magdolna, Elek Gyuláné, Filep Ilona, Hegedűs Teréz, Hólya Istvánné, Kádárné Kardos Katalin, Kruzslicz Edit, Sterbinszky Amália, Szőke Lászlóné, Takács Péterné, Tőkéné Szakmári Mária, Zsidai Zsuzsa |
| Edző |
| Elek Gyula |

| Bajnokcsapat tagjai |
| --- |
| Fiedler Erika, Kertész Klára, Kókai Erzsébet, Kökény Beatrix, Krammer Mária, Kulcsár Gyöngyi, Lőwy Dóra, Menyhárt Rita, Olasz Mária, Őze Beáta, Pádár Ildikó, Pádár Margit, Szarka Éva, Takács Gabriella, Tóth Beatrix, Vavrik Hajnalka |
| Edző |
| Németh András |

| Bajnokcsapat tagjai |
| --- |
| Farkas Andrea, Farkas Ágnes, Fiedler Adrienne, Fiedler Erika, Kertész Klára, Kókainé Molnár Erzsébet, Kökény Beatrix, Krammer Mária, Kulcsár Gyöngyi, Pádár Ildikó, Szarka Éva, Takács Gabriella, Tóth Beatrix |
| Edző |
| Németh András |

| Bajnokcsapat tagjai |
| --- |
| Becz Mariann, Hoffmann Olga, Horváth Lenke, Farkas Andrea, Farkas Ágnes, Fiedler Erika, Kerner Krisztina, Kertész Klára, Kökény Beatrix, Krammer Mária, Kulcsár Gyöngyi, Lőwy Dóra, Pádár Ildikó, Siti Eszter, Szarka Éva, Takács Gabriella, Tóth Beatrix, Vavrik Hajnalka |
| Edző |
| Németh András |

| Bajnokcsapat tagjai |
| --- |
| Becz Mariann, Brigovácz Nikoletta, Farkas Andrea, Fiedler Erika, Győrffyné Horváth Ildikó, Hoffmann Olga, Kántor Anikó, Kertész Klára, Kovásznai Andrea, Kökény Beatrix, Lőwy Dóra, Pádár Ildikó, Pásztor Zsófia, Siti Eszter, Szarka Éva, Takács Gabriella, Tóth Beatrix, Vavrik Hajnalka, Veszeli Judit |
| Edző |
| Németh András |

| Bajnokcsapat tagjai |
| --- |
| Bárdos Mónika, Brigovácz Nikoletta, Cioculeas Julianna, Deli Rita, Kirsner Erika, Kökény Beatrix, Kovács Veronika, Lőwy Dóra, Pádár Ildikó, Pásztor Zsófia, Siti Eszter, Sugár Tímea, Tóth Enikő, Wolf Alexandra |
| Edző |
| Németh András |

| Bajnokcsapat tagjai |
| --- |
| Benyáts Beatrix, Blaskovits Adrienn, Farkas Ágnes, Benyáts Beatrix, Blaskovits Adrienn, Farkas Ágnes, Kamper Olívia, Kirsner Erika, Kovács Veronika, Lőwy Dóra, Miklosová Katerina, Pádár Ildikó, Pádár Margit, Pastrovics Melinda, Siti Eszter, Sugár Tímea, Tóth Enikő, Tóth Tímea |
| Edző |
| Németh András |

| Bajnokcsapat tagjai |
| --- |
| Balázs Dóra, Dajka Bettina, Harisova Katarina, Illés Vera, Kirsner Erika, Miklós Emese, Mravikova Katarina, Németh Csilla, Németh Helga, Palotás Bettina, Pastrovics Melinda, Smidéliusz Júlia, Soós Viktória, Szamoránsky Anikó, Szamoránsky Piroska, Szucsánszki Zita, Tóth Tímea, Uhrakova Lucia, Vanyova Sandra, Varga Viktória, Zácsik Szandra |
| Edző |
| Németh András |

| Bajnokcsapat tagjai |
| --- |
| Cifra Anita, Faluvégi Dorottya, Ferenczi Annamária, Háfra Noémi, Hlogyik Petra, Katarina Tomasevics, Kocsis Ágnes, Kovacsicz Mónika, Kőhalmi Erika, Laura Steinbach, Lukács Viktória, Mészáros Rea, Monori Orsolya Tekla, Mód Noémi, Nerea Pena, Soós Viktória, Szamoránsky Piroska, Szarka Adrienn, Szikora Melinda, Szucsánszki Zita, Tomori Zsuzsanna, Tóth Melinda, Vérten Orsolya |
| Edző |
| Elek Gábor |

| Bajnokcsapat tagjai |
| --- |
| Ballai Borbála, Julia Behnke, Bíró Blanka, Emily Bölk, Csiszár-Szekeres Klára, Hadfi Gréta, Háfra Noémi, Janurik Kinga, Kisfaludy Anett, Klujber Katrin, Kovács Anett, Kovacsics Anikó, Angela Malestein, Márton Gréta, Pásztor Noémi, Schatzl Nadine, Alicia Stolle, Szucsánszki Zita, Tóth Nikolett |
| Edző |
| Elek Gábor |

| Bajnokcsapat tagjai |
| --- |
| Böde-Bíró Blanka, Emily Bölk, Dragana Cvijić, Béatrice Edwige, Hársfalvi Júlia, Janurik Kinga, Kisfaludy Anett, Klujber Katrin, Kovács Anett, Kukely Anna, Andrea Lekić, Angela Malestein, Márton Gréta, Simon Petra, Tomori Zsuzsanna |
| Edző |
| Allan Heine |

#### Egykori válogatott játékosok
| - Agócs Valéria (Krámer Aladárné) - Balogh Barbara - Bende Mária - Deli Rita - Dévényi Mária - Farkas Andrea - Farkas Ágnes | - Giba Márta - Harisová Katerina - Juhász Gabriella - Kamper Olívia - Kenyeres Fanni - Kirsner Erika - Kökény Beatrix | - Lelkes Rozália (Született: Tomann) - Lőwy Dóra - Mravíková Katarina - Pádár Ildikó - Rédei Soós Viktória - Rothermel Anna (Elek Gyuláné) - Siti Eszter | - Sterbinszky Amália - Sugár Tímea - Tóth Beatrix - Tóth Ildikó - Tóth Tímea - Uhraková Lucia - Jelena Živković - Pastrovics Melinda |

### Szakmai stáb
| Beosztás          | Név                                   |
| ----------------- | ------------------------------------- |
| Vezetőedző        | Allan Heine                           |
| Kapusedző         | Duleba Norbert                        |
| Erőnléti Edző     | Ungvári Máté                          |
| Csapatorvos       | Dr. De Jonge Róbert Dr. Keszég Miklós |
| Masszőr           | Márkus-Maszarek Dóra                  |
| Humánkineziológus | Rusvai László                         |
| Gyógytornász      | Budai Bettina Glázer Patrícia         |

#### Korábbi edzők
| Időszak   | Vezetőedző                  | Megjegyzések                                                                  |
| --------- | --------------------------- | ----------------------------------------------------------------------------- |
| 1960–1965 | Balogh Endre                |                                                                               |
| 1966–1985 | Elek Gyula                  | A csapat történetében a leghosszabb ideig dolgozott edzőként                  |
| 1985      | Elek Gyula és Németh András |                                                                               |
| 1986      | Konkoly Károly              |                                                                               |
| 1986–1988 | Berzsenyi Mária             |                                                                               |
| 1989–1990 | Hoffmann Pál                |                                                                               |
| 1990–1992 | Elek Gyula                  | Második kinevezése a csapat élére                                             |
| 1992–2007 | Németh András               | Legsikeresebb edző a csapat történetében                                      |
| 2007–2008 | Zsiga Gyula                 |                                                                               |
| 2008–2023 | Elek Gábor                  | Az egykori sikeredző, Elek Gyula és a volt játékos, Elekné Rothermel Anna fia |
| 2023      | Martin Albertsen            |                                                                               |
| 2023–     | Allan Heine                 |                                                                               |

### Szakvezetés
| Beosztás                             | Név            |
| ------------------------------------ | -------------- |
| Ügyvezető igazgató                   | Görög Zsolt    |
| Szakosztály igazgató                 | Paál László    |
| Nemzetközi igazgató                  | Juhász Levente |
| FTC Kézilabda Akadémia igazgató      | Mihály Attila  |
| FTC Kézilabda Akadémia sportigazgató | Kökény Beatrix |
| Kommunikációs vezető                 | Schleinig Ádám |

## Csarnok
A Ferencváros női kézilabda csapata a Népligeti Sporttelepen található Elek Gyula Arénában rendezi hazai bajnoki mérkőzéseit. A csarnok befogadóképessége 1300 fő. Bajnokok Ligája meccseit pedig az Érden található Érd Arénában rendezi. Férőhelye 2000 fő.

## Szurkolók
A Ferencváros szurkolói körében a női kézilabda, népszerűségét tekintve közvetlenül a labdarúgást követi. A telt házas mérkőzéseken az aktív szurkolást hosszú éveken át a kapu mögött helyet foglaló, 2006-ban alakult Ligeti Egység nevű csoport irányította, 2017 óta pedig a Ferencváros Handball Spezial nevű csoport teszi ugyanezt.